# В кругу друзей
«В Кругу Друзей» — русскоязычная социальная сеть (ранее известная как «Одноклассники. KM.RU»), позволяющая найти одноклассников и сокурсников, старых и новых друзей, восстанавливать утерянные связи, объединяться по интересам и участвовать в различных группах. Принадлежит компании КМ онлайн, владельцу портала KM.RU. Руководитель сети — Роман Буданов.
22 января 2015 года сеть насчитывала 17 802 000 зарегистрированных пользователей.

В 2025 году сеть приостановила свою работу - тотальная реконструкция сайта.

## Краткое описание
Помимо стандартных для социальных сетей функций поиска (одноклассников, однокурсников и коллег) и общения (группы, гостевые книги, открытки и комментарии), сеть предоставляет возможность поиска соседей, имеет собственную систему ведения блогов (как личных, так и коллективных), продвинутую систему пользовательских интересов и безлимитные фотоальбомы с возможностью установки прав доступа. Группировки в списке друзей позволяют удобно выстроить список контактов. Интересной функцией является настраиваемая пользователями система информеров-подписок на информационные каналы портала KM.RU: гороскопы, погода, музыка, кино, спорт, автомобили, курсы валют и т. д.
В сети постоянно проводятся творческие конкурсы с ценными призами (среди призов: телефоны iPhone, ноутбуки, семейные путевки в южные страны).
В 2001 году сеть сменила логотип и ввела монетизированные сервисы.

## Основные сервисы
«В Кругу Друзей» предоставляет следующие базовые возможности:
- поиск знакомых (одноклассников, однокашников, коллег и т. д.) и обмен сообщениями с ними;
- загрузка фотографий; загрузка видеороликов;
- комментирование фотографий других пользователей и выставление оценок по шкале от 1 до 5 (платно);
- создание групп (по сути, форумов) по любому признаку;
- написание сообщений в так называемой «Гостевой книге», которая находится на странице пользователя, причём как в своей, так и в чужой;
- публикация объявлений;
- ведение блога;
- игры;
- создание встреч, на которые можно пригласить других пользователей;
- социальный плагин — кнопка «Друзьям», которая размещается на сторонних сайтах и с помощью которой можно разместить ссылку на тот или материал у себя на странице.

### Особенности сети
Основная цель — помогать пользователям заводить новых друзей, а не приводить в сеть уже существующих; сервис «Гости»: пользователь может видеть, кто просматривал его страницу. Однако при желании можно бесплатно включить статус невидимости и посещать страницы других пользователей таким образом, чтобы они об этом не могли узнать. использование виджетов: пользователь может установить на свою страницу разного рода информеры, чтобы узнавать погоду, гороскоп, быть в курсе новостей и т. п. сервис «Закладки», куда можно добавлять адреса важных для пользователя сайтов; чаты; фотоконкурсы с призами (фотоаппараты и т. д.), которые часто используются для рекламы определенных брендов; оффлайновые акции — например, акция по поиску пропавших без вести людей «Помоги их найти»; сервис «Ищу тебя» — публикация объявлений о поиске человека, причем эти объявления можно просматривать и без регистрации на сайте; регистрация с помощью учетных записей других сетей: «ВКонтакте», Facebook, «Одноклассники» и «Мой Мир». Связано это с тем, что основной пользователь сети — это «человек, имеющий аккаунты на основных социальных сервисах и переросший их функционал». Сеть «В Кругу Друзей» предоставляет также ряд платных услуг: платные подарки (анимированные и музыкальные), приложения, оценки на фотографиях. Валюта сети — монеты.

## История
За 10 лет своего существования сеть «В Кругу Друзей» несколько раз меняла как функциональное устройство, так и доменное имя: classmates.km.ru, odnoklassniki.km.ru, КакЗдоровоЧтоВсеМыЗдесьСегодняСобрались.ру, vkrugudruzei.ru.

### 2003 год
В декабре 2003 года портал KM.RU запустил первый в российском интернете поиск одноклассников и однокурсников — classmates.km.ru: «Новый сервис поможет пользователям сети Интернет искать своих одноклассников и однокурсников по данным об их образовании. В проекте собраны сведения о выпускниках школ и вузов России и стран СНГ. Поисковый сервис предоставляет исчерпывающее множество параметров для более успешного результата. Пользователи могут получить подробную информацию по любому учебному заведению, создать подробную анкету (с точностью до факультета и группы), прикрепить к анкете свои фотографии»..

### 2007 год
В ноябре 2007 года проект classmates.km.ru сменил доменное имя на odnoklassniki.km.ru («classmates» переводится с английского как «одноклассники»), что в последующем послужило причиной громких разбирательств с социальной сетью «Одноклассники.ru». Сама компания «КМ онлайн» (владелец портала KM.RU) объяснила смену адреса общим переводом своих проектов с англоязычных адресов на транслитерацию: foodanddrink.km.ru в kulinaria.km.ru, cinema.km.ru — в kino.km.ru, а science.km.ru — в nauka.km.ru
Причём в начале 2007 года Альберт Попков, автор тогда ещё молодого проекта «Одноклассники.ru», пытался договориться с порталом KM.RU о продаже своего проекта, но не был воспринят всерьёз. Объединение classmates.km.ru и Одноклассники.ru не состоялось.

### 2008 год
3 февраля 2008 компания КМ онлайн зарегистрировала имя «В Кругу Друзей» в нескольких вариантах написания. Именно это имя — «В Кругу Друзей» —должна была в марте 2008 года получить развивающаяся сеть odnoklassniki.km.ru. Однако, как раз в марте появились претензии компании ООО «Одноклассники» на право использования слова odnoklassniki в доменном имени. Портал KM.RU принял решение отложить ребрендинг сети и отстоять в суде права владельцев доменов на использование общеупотребительных слов в доменах третьего уровня. Тем не менее, состоявшийся в августе 2008 суд компания «КМ онлайн» проиграла.
5 ноября компания КМ онлайн официально объявила о переименовании сети во «В Кругу Друзей», но параллельно продолжает использовать «Одноклассники. KM.RU». (формально выполнив решение суда о прекращении использования слова odnoklassniki в адресе сайта, заменив адрес на odnoclassniki.km.ru).

### 2011 год
В апреле 2011 года в сети было зарегистрировано более 9 миллионов человек, а в июле их численность преодолела десятимиллионный рубеж.

### 2012 год
В апреле 2012 года сеть дала возможность пользователям удалять свои аккаунты.
На июль 2012 года сеть насчитывает 14 млн зарегистрированных пользователей. Август 2012 года: из сети удалены «мёртвые» аккаунты, возможные спам-боты (приблизительно 700 000 аккаунтов).

### 2013 год
В феврале 2013 года был полностью обновлён сервис личных сообщений пользователей.
В марте 2013 года были обновлены новостная лента пользователя и раздел «Гости».
В июне 2013 года кардинальным изменениям подвергся сервис поиска людей на сайте.
В августе 2013 года был создан виджет «Друзья онлайн».
В сентябре 2013 года обновлен сервис «Хотят общаться», изменен раздел «Оценки».
В октябре 2013 года у пользователей «В Кругу Друзей» появилась возможность стать лидером сайта бесплатно.
В ноябре 2013 года создан сервис голосования на Фото дня.
По данным исследовательской компании TNS за 2013 год, социальная сеть «В Кругу Друзей» занимает 5-е место среди аналогичных проектов по среднесуточной аудитории.

### 2015 год
22 января 2015 года число зарегистрированных пользователей превысило отметку в 17 802 000 человек.

## Правовое регулирование
В соответствии с «Законом о блогерах» сеть признана организатором распространения информации и 09.10.2014 внесена в соответствующий реестр под номером 9-РР.